# پروتکل فلزات سنگین
پروتکل فلزات سنگین، یک پروتکل در کنوانسیون آلودگی هوای فرامرزی دوربرد است که در سال ۱۹۹۸ در آرهوس، دانمارک به تصویب رسید. تا سال ۲۰۰۴، ۳۶ امضاکننده داشت. از سال ۲۰۱۶، ۳۵ امضاکننده و ۳۳ حزب داشت، بدون اینکه هیچ کشوری از سال ۱۹۹۸ امضاکننده آن باشد. این پروتکل به کاهش انتشار کادمیوم، سرب و جیوه به منظور حفاظت محیط زیست می‌پردازد. اصلاحات پروتکل در سال 2012 برای معرفی محدودیت‌های انتشار دقیق‌تر مورد توافق قرار گرفت، اما هنوز اجرایی نشده‌است.